# Feindstaatenklausel
Die Feindstaatenklausel ist eine Klausel in den Art. 53 und 107 sowie ein Halbsatz in Art. 77 Charta (oder Satzung) der Vereinten Nationen (SVN), wonach gegen so genannte Feindstaaten (englisch enemy states) des Zweiten Weltkrieges von den Unterzeichnerstaaten Zwangsmittel ohne besondere Ermächtigung durch den UN-Sicherheitsrat verhängt werden konnten, falls die Feindstaaten erneut eine aggressive Politik verfolgen sollten. Die Feindstaatenklauseln wurden durch Resolution 49/58 der Generalversammlung vom 9. Dezember 1994 offiziell für „hinfällig“ (“obsolete”) erklärt, der Passus ist jedoch weiterhin in der Satzung enthalten. Sie schlossen auch militärische Interventionen mit ein. Als „Feindstaaten“ wurden in Artikel 53 jene Staaten definiert, die während des Zweiten Weltkrieges Feind eines Signatarstaates der UN-Charta waren (also primär Deutschland und Japan bzw. das Deutsche Reich und das japanische Kaiserreich, vgl. Achsenmächte).
In der heutigen internationalen Politik spielt die Feindstaatenklausel keine Rolle mehr. Nach ganz herrschender Meinung in der Völkerrechtswissenschaft ist sie (längst) obsolet.

## Entstehung und weitere Entwicklung
Die Artikel 53 (Kapitel „Regionale Abmachungen“), 77 (Kapitel „Das internationale Treuhandsystem“) und 107 (Kapitel „Übergangsbestimmungen betreffend die Sicherheit“) SVN entstanden im Jahr 1945 bei der Formulierung der Urfassung in der Endphase des Krieges, sind jedoch auch noch in der aktuell gültigen Fassung der UN-Charta enthalten.
Nach Abschluss des Atomwaffensperrvertrages von 1969 hatten die Vereinigten Staaten von Amerika, das Vereinigte Königreich und Frankreich erklärt, dass Art. 53 und 107 der UN-Charta kein Recht zur gewaltsamen Intervention in Deutschland gewähren. Mit der Sowjetunion und damit auch mit Russland wurde Ähnliches in den Ostverträgen vereinbart. 1994 betonte die Generalversammlung der UNO bereits „wiederholt die Bedeutung der ehemaligen Feindstaaten für die Vereinten Nationen als aktive Träger der VN-Friedensbemühungen.“ Das Auswärtige Amt vertritt darüber hinaus die Ansicht, Artikel 53 und 107 seien hinfällig, weil die Alliierten im Zwei-plus-Vier-Vertrag ein Weiterwirken ihrer Besatzungsrechte völkerrechtlich ausgeschlossen haben (Art. 7 Abs. 1).
Die 50. Generalversammlung der Vereinten Nationen verabschiedete 1995 eine Resolution zu Charta-Fragen (Res. 50/52), in der die Feindstaatenklausel aus den Artikeln 53, 77 und 107 als obsolet bezeichnet wurde. Einer Streichung der Klausel käme daher nur noch deklaratorische Wirkung zu. In der 1995 verabschiedeten Resolution war festgelegt, dass die Streichung in einer der nächsten Sitzungen bzw. so früh wie möglich erfolgen sollte („… by the deletion of the ‚enemy State‘ clauses from Articles 53, 77 and 107 at its earliest appropriate future session“). Gleichwohl ist die Situation weiterhin unverändert.
Die Staats- und Regierungsoberhäupter des UN-Gipfeltreffen des Jahres 2005 gaben im Abschlussdokument ihrem Willen Ausdruck, die Streichung der hinfälligen Klausel ins Auge zu fassen (Ziffer 177, siehe Anlage 2). Dies sei jedoch nur durch eine Änderung der Charta möglich, was sehr großen Aufwand bedeutet und daher nur im Rahmen eines „Gesamtpakets“ geschehen werde.
Da die Feindstaatenklauseln die Anrufung des UN-Sicherheitsrates nicht verbieten, stehen auch bilaterale Vereinbarungen, ehemalige Feindstaaten nicht mehr als solche anzusehen, nicht im Widerspruch zur Satzung der Vereinten Nationen. Aufgrund der völkerrechtlichen Übung und der Übereinkunft mit den früheren Siegermächten ist daher mittlerweile allgemein anerkannt, dass nach dem Verfahren des opinio iuris („Rechtsauffassung“) nunmehr die Grundzüge der Klausel eine andere sind.

## Offizielle Haltung der Bundesrepublik Deutschland
Auch wenn die Charta der Vereinten Nationen nach wie vor eine Feindstaatenklausel enthält, sieht die Bundesrepublik laut Veröffentlichungen des Wissenschaftlichen Dienstes des Bundestags aufgrund der einschlägigen Resolution der UN-Generalversammlung (2005) zu einem gesonderten Verfahren keinen Anlass.
Die Bundesregierung hat jedoch stets die Auffassung vertreten, dass die Feindstaatenklauseln spätestens mit dem Beitritt der beiden deutschen Staaten im September 1973 zu den Vereinten Nationen obsolet geworden sind. Die Tatsache, dass die Bundesrepublik Deutschland bereits vier Mal dem Sicherheitsrat angehört und einen Präsidenten der Generalversammlung gestellt hat, zeigten, dass Deutschland in den Vereinten Nationen die vollen Rechte eines gleichberechtigten Staates ausübe. Die 50. Generalversammlung der UNO habe am 11. Dezember 1995 im Konsens eine Resolution verabschiedet, die in ihrer Präambel diese Auffassung ausdrücklich bestätige:

“Recognizing that, having regard to the substantial changes that have taken place in the world, the ‘enemy State’-clauses in Articles 53, 77 and 107 of the Charter of the United Nations have become obsolete.”

„In der Erkenntnis, dass die „Feindstaat“-Klauseln in den Artikeln 53, 77 und 107 der Charta der Vereinten Nationen in Anbetracht der erheblichen Veränderungen, die in der Welt stattgefunden haben, obsolet geworden sind.“

Das von den Staats- und Regierungschefs verabschiedete Dokument des Gipfels vom September 2005 (A/RES/60/1) enthält den Beschluss, die Bezüge zu „enemy states“ in den Artikeln 53, 77 und 107 der UN-Charta zu streichen. Dies erforderte allerdings eine Änderung des Charta-Textes nach dem dafür vorgeschriebenen Verfahren durch Beschluss mit Zweidrittelmehrheit sowie anschließende Ratifikation durch ebenfalls zwei Drittel der Mitgliedstaaten. In einer Information von 2007 heißt es, die Bundesregierung brächte dieses Anliegen bei der nächsten Änderung der Charta ein. Eine separate Forderung nach Änderung ausschließlich zur Streichung der Feindstaatenklauseln wird aber nicht ausgesprochen, da sie in gewissem Gegensatz zur erwähnten Rechtsauffassung der Bundesregierung stünde, die Klauseln gölten bereits jetzt nicht mehr.

### Anträge auf Streichung von Seiten der AfD
Die AfD dringt immer wieder auf Reformen der Charta der Vereinten Nationen. So forderte sie die Bundesregierung in einem Antrag Ende Oktober 2020 unter anderem dazu auf, sich beharrlich für die Streichung der Feindstaatenklausel aus der UN-Charta einzusetzen.

## Offizielle Haltung Japans
Auch der Staat Japan hat sich bereits 1992 für die Streichung dieser Klauseln aus der UN-Charta eingesetzt, aber aufgrund des komplexen Änderungsprozesses hat dies bisher nicht stattgefunden.

## Völkerrechtliche Interpretation
Anders als etwa das Recht der Europäischen Union oder anderer supranationaler Organisationen bricht das Völkervertragsrecht nicht das Völkergewohnheitsrecht. Der Internationale Gerichtshof bezieht in seinen Entscheidungen das Gewohnheitsrecht als eine mögliche Quelle ein. Dies ist auch dann der Fall, wenn in Art. 53 der UN-Charta etwas anderes oder sogar Gegensätzliches steht.